# Edstone
Edstone est une paroisse civile du Yorkshire du Nord, en Angleterre.